# (C6)-CP 47,497
(C6)-CP 47,497 è un cannabinoide sintetico.

## Stato legale
In Germania è presente nell'allegato II del Betäubungsmittelgesetz, perciò risulta commerciabile ma non prescrivibile.

In Francia è illegale.

In Polonia, è presente dal 2010 nel gruppo I-N della legge sulla lotta alla tossicodipendenza.

Nel Regno Unito è una droga di classe B.